# Alexander Stewart, 1. Duke of Albany
Alexander Stewart, 1. Duke of Albany (* um 1454; † 7. August 1485) war ein Sohn des schottischen Königs Jakob II. und dessen Ehefrau Maria von Geldern. Er wurde 1455 zum Earl of March und Lord of Annandale, 1458 zum Duke of Albany, 1482 zum Earl of Mar und zum Lord of Garioch erhoben.

## Leben
Alexander heiratete in erster Ehe Catherine Sinclair, Tochter des William Sinclair, 1. Earl of Caithness. Die Ehe wurde auf Grund der bestehenden Blutsverwandtschaft geschieden, nachdem sie ihm bereits zwei Kinder geboren hatte:
- Alexander († 19. Dezember 1537[1]), 1516 für illegitim erklärt, seit 1528 Bischof von Moray[1]
- Catherine ⚭ Patrick Hamilton of Kincavil

Alexander wurde 1479 wegen Verschwörung gegen die Krone von seinem Bruder Jakob III. verhaftet, konnte aber nach Frankreich fliehen. Seine Ländereien wurden daraufhin beschlagnahmt. 1480 heiratete er dort in zweiter Ehe Anne de la Tour (etwa 1463–1512), Tochter von Bertrand VI. de La Tour, Graf von Auvergne. Mit dieser hatte er einen Sohn:
- John Stewart (1484–1536), 2. Duke of Albany, Regent von Schottland 1516–1528

In Einvernehmen mit dem englischen König Eduard IV. erklärte er sich 1482 selbst zum König von Schottland. Kurz darauf versöhnte er sich aber wieder mit seinem Bruder und wurde 1482 vollständig rehabilitiert. 1483 wurden wiederum alle seine Güter und Titel eingezogen und Alexander erneuerte seinen Bund mit England. Er fiel in Schottland ein, wurde aber in der Schlacht von Lochmaben am 22. Juli 1484 besiegt. Er floh nach Frankreich, wo er 1485 an den Folgen einer Verletzung in einem Turnier starb.